# Wednesday Island, Queensland
Wednesday Island är en ö i Australien. Den är belägen i delstaten Queensland, omkring 2 200 kilometer nordväst om delstatshuvudstaden Brisbane. Arean är 8,7 kvadratkilometer. Den sträcker sig 4,1 kilometer i nord-sydlig riktning, och 4,1 kilometer i öst-västlig riktning.
Savannklimat råder i trakten. Genomsnittlig årsnederbörd är 1 554 millimeter. Den regnigaste månaden är mars, med i genomsnitt 454 mm nederbörd, och den torraste är augusti, med 2 mm nederbörd.